# Захарьины
О боярском роде Захарьиных см. Романовы и Яковлевы
Заха́рьины — русские дворянские роды. 
Есть две фамилии имени Захарьины:
1. Захарьины, потомства Андрея Ивановича Кобылы, боярина Иоанна Калиты (1328-1340). Сюда принадлежат Романовы-Юрьевы-Захарьины (в гербовник не внесены).
2. Захарьины, потомства Облагини, выехавшего из Швеции (1375). (Герб. Часть VIII. № 120)[1].

## Происхождение и история рода
Облагиня, "муж честен" выехал из Швеции в Россию к великому князю московскому Дмитрию Ивановичу Донскому (1375). Его потомок в VII колене Семён Севастьянович - родоначальник Захарьиных.
В 1573 году опричником Ивана Грозного числился Постник Захарьин.
Один из родов, восходящий к началу XVII века, внесён в VI часть родословной книги Московской и во II часть родословных книг Пензенской и Саратовской губерний. К нему принадлежал профессор Григорий Антонович Захарьин.
Два другие рода Захарьиных, также восходящие к XVII веку, внесены в VI часть родословных книг Костромской, Казанской и Екатеринославской губерний (Гербовник, VIII, 120).

## Новгородские бояре Захарьины
Захарьины были потомками старинных новгородских боярских родов с крупными земельными владениями, сосредоточенными в четырёх основных новгородских пятинах. Они сторонники миролюбивой политики: предпочитают откупаться рублём, а не отбиваться мечом. Государственными делами занимаются неохотно, из их рядов не вышло ни одного крупного военачальника или дипломата. Впервые документально о представителе рода упоминается (1384) в связи со строительством г. Ямы на реке Луге, где работы проводились под руководством виднейшего новгородского боярина Есифа Захарьина.  В грамоте (1405) упомянут посадник Есиф Захарьинич и тысячник Василий Есифович. В 1475г. на пиру у новгородского боярина Феофилакта Захарьина, ему подарено 40 корабленников золотых, 3 сукна Ипского, 2 зуба (?) рыбьих. В XIV-XV веках руководство Великого Новгорода переходит в руки земельных магнатов, в том числе и к "великим боярам" Захарьиным, которые занимают ведущие места. В списке посадников и дети посадников упоминаются Захарьин Феофилат и сын Кузьма. Захарьины упомянуты в числе посадников и бояр посланных (1477) для переговоров к Ивану III, от осаждённого им Новгорода. После капитуляции Новгорода, Ивану III били челом (18 января 1478) "на службу" новгородские бояре, в числе которых были и Захарьины, оказавшие большую помощь московскому государству в борьбе с "вольнодумным" Новгородом. После  окончательного установления московской власти над Новгородом, Захарьины проводили политику великого московского князя. Яков Захарьин являлся наместником в Новгороде (1479-1480). В 1485 г. он руководил новгородской ратью при походе на Тверь, а в 90-х ходах он неоднократно водил новгородские полки на Литву и шведов, оставаясь новгородским наместником примерно до 1497/99г. Яков Захарьин, являясь одним из крупнейших советников и воевод Ивана III,  в Новгороде выступал проводником московской политики, борясь с новгородской вольницей. С его именем связаны решительные меры против новгородской оппозиции, массовые конфискации вотчин и высылка неугодных лиц за пределы Новгорода. Его хотели убить (1489), но заговор был раскрыт. Московский князь достойно оценил преданность Якова Захарьина и его потомков, дав в поместья под Новгородом в Заверяжье.

## Описание герба
Щит разделённый диагонально от верхних углов к середине щита перпендикулярно вниз тремя золотыми зубчатыми перекладами имеет верхнее поле голубое, а нижнее красного цвета, в коих видны выходящие из облака две руки, держащие крестообразно две шпаги остриём вверх.
Щит увенчан дворянскими шлемом и короной. Нашлемник: выходящий до половины лев с мечом. Намёт на щите красный и голубой, подложенный золотом. Герб рода Захарьиных внесён в Часть 8 Общего гербовника дворянских родов Всероссийской империи, стр. 120.

## Известные представители
- Захарьин Григорий Фёдорович — московский дворянин (1676—1677).
- Захарьины: Андрей Фёдорович, Михаил Григорьевич, Самойло Матвеевич — стряпчие (1692)[8].